# 小埃默河
47°04′02″N 8°17′15″E / 47.06710°N 8.28763°E
小埃默河（德語：Kleine Emme）是瑞士的河流，位於該國中部，位於該國中部，流經盧塞恩州，屬於羅伊斯河的左支流，河道全長36公里，流域面積478平方公里，發源自許普弗海姆附近，河口處在盧塞恩西北面。